# Использование принудительного труда немецкого гражданского населения в СССР
Использование принудительного труда немецкого гражданского населения в СССР — использование в 1945—1956 годах в СССР принудительного труда вывезенных из Германии, Румынии, Югославии, Венгрии, Болгарии и Чехословакии гражданских лиц, немцев по национальности.

## Репарационная программа СССР по использованию принудительного труда немецкого гражданского населения
Так как нападение Германии на СССР привело к значительным разрушениям экономики СССР, гибели десятков миллионов граждан СССР, угону населения СССР на принудительные работы в Германию (были угнаны около 3 млн граждан СССР), то временный принудительный труд гражданского населения европейских стран гитлеровской коалиции в СССР официально считались «репарацией трудом».

## Депортация из Румынии, Югославии, Венгрии, Болгарии и Чехословакии
После вступления советских войск на территории Румынии, Югославии, Венгрии, Болгарии и Чехословакии 16 декабря 1944 года Государственный комитет обороны издал постановление № 7161cc, которым предписывалось мобилизовать и интернировать с направлением для работы в СССР всех проживавших на территории этих стран трудоспособных немцев в возрасте — мужчин от 17 до 45 лет, женщин — от 18 до 30 лет, независимо от их гражданства. На основании этого постановления в СССР было вывезено 112 480 человек (61 375 мужчин и 51 105 женщин).

## Депортация из Восточной Пруссии и Верхней Силезии
После вступления советских войск на территорию Германии Государственный комитет обороны 3 февраля 1945 года издал постановление № 7467сс, согласно которому в тыловой зоне 1, 2 и 3-го Белорусского и 1-го Украинского фронтов предписывалось провести мобилизацию всех годных к физическому труду и способных носить оружие немцев-мужчин в возрасте от 17 до 50 лет. При этом немцев, в отношении которых будет установлено, что они служили в немецкой армии или частях фольксштурма, было предписано направлять в лагеря для военнопленных, а из остальных мобилизуемых немцев предписывалось сформировать рабочие батальоны для использования на работах в СССР. По состоянию на 20 февраля 1945 года в оперативных зонах вышеуказанных фронтов — главным образом, в Верхней Силезии и Восточной Пруссии — было мобилизовано 28 105 человек. Кроме этого, интернировались и вывозились в СССР «участники фашистских организаций» и «прочий вражеский элемент». Все эти мероприятия затронули в общей сложности 155 262 человека.
Большинство вывезенных в СССР немцев было использовано на работах в Донбассе и южной Украине. НКВД СССР 27 февраля 1945 года утвердил «Положение о приёме, содержании и трудоиспользовании мобилизованных и интернированных немцев», по которому они направлялись на восстановительные и строительные работы в шахты, в основные цеха или на подсобные предприятия народных комиссариатов угольной промышленности, чёрной и цветной металлургии.

## Отправка в СССР специалистов
В октябре 1946 года в СССР для принудительной работы были доставлены специалисты в области авиационной промышленности из Дессау, Галле и других мест в восточной Германии. Также были вывезены в СССР 150 немецких специалистов в области ракетостроения во главе с Гельмутом Гертруппом. Ещё ранее, в 1945 году, в СССР были вывезены немецкие специалисты для участия в создании советского ядерного оружия (в их числе были Манфред фон Арденне, Густав Герц, Николаус Риль, Макс Фольмер, Петер Тиссен, Макс Штеенбек, Гернот Циппе). Для организации работ немецких специалистов в рамках советского атомного проекта в 1946 году было создано 9-е Научно-техническое управление НКВД СССР. Начальником этого управления был назначен А. П. Завенягин, его заместителем по науке стал А. И. Лейпунский, начальником профильного отдела — Д. И. Овечкин (впоследствии — главный инженер Физико-энергетического института ).
Немецкие специалисты смогли вернуться на родину в 1951—58 годах.

### Атомный проект
- «Russian Alsos» — «немецкий вклад» в создание советской атомной бомбы

Высокие довоенные достижения немецких физиков в ядерных исследованиях были общеизвестны. Информация об уровне этих исследований в годы войны была противоречивой, какой и остаётся до сих пор. В 1945 г. начинается поиск и вывоз на территорию СССР немецких учёных-ядерщиков. Из записки И. В. Курчатова, Л. П. Берии от 5 мая 1945, о необходимости командирования группы сотрудников Лаборатории № 2 в Германию:

…Я считаю совершенно необходимой срочную поездку в Берлин 2 группы научных работников Лаборатории № 2 Академии наук Союза ССР во главе с т. Махневым В. А. для выяснения на месте результатов научной работы, вывоза урана, тяжелой воды и др. материалов, а также для опроса ученых Германии, занимавшихся ураном.
Часть вывезенных в СССР немцев-учёных были найдены в лагерях для военнопленных. Курировал эту работу по ведомству 9-го управления МВД СССР А. П. Завенягин, в качестве научных экспертов вместе с Махневым В. А. в Германию прибыли учёные-физики в форме полковников НКВД Ю. Б. Харитон, И. К. Кикоин, Л. А. Арцимович, Г. Н. Флёров (в будущим все они станут академиками сталинского призыва). В первую очередь искали уран. Позже, в 90-е годы академик Ю. Б. Харитон рассказывал: «Вместе с Кикоиным мы начали искать в Германии уран. Обнаружили, что на одном из складов он был совсем недавно, но военные вывезли его как краску, ведь окись урана ярко-желтого цвета. На границе с американской зоной нам все-таки удалось найти 100 тонн урана. Это позволило сократить срок создания первого промышленного реактора на год…».
Уже 18 июня 1945 года была составлена записка заместителя наркома внутренних дел СССР А. П. Завенягина и В. А. Махнева Л. П. Берии о направлении в СССР первой партии немецких специалистов, вывозе из Германии оборудования и материалов:

Всего погружено и отправлено в СССР 7 эшелонов — 380 вагонов.
… Вместе с оборудованием … в СССР направлены 39 германских ученых, инженеров, мастеров и, кроме них, 61 человек — членов их семей, а всего 99 немцев 
Эти события ещё предшествовали дате 6 августа 1945 г., до этой даты только руководитель лаборатории № 2 И. В. Курчатов, с подачи и по заданию «лаборатории № 1», то есть Кремля и НКВД, был в курсе происходящего в области исследований по созданию ядерного оружия за рубежом. Он только ещё пытался организовать исследовательскую работу в этой области в СССР. С этой даты в СССР начался новый отсчёт времени, её можно назвать реальной датой начала холодной войны и гонки вооружений. С этого момента в СССР начинаются беспрецедентные траты материальных и человеческих ресурсов под крышей Первого Главного Управления при Совете Министров СССР, была активизирована также работа 9 управления НКВД по использованию немецких специалистов.
Были организованы научно-исследовательские работы на объектах НКВД «А», «Б», «В», «Г» и вывезено из Германии порядка 2000 человек, имевших отношение к ядерным исследованиям. Среди них были специалисты мирового уровня: лауреат Нобелевской премии по физике 1925 года Густав Герц, М. Фольмер, Р. Доппель, X. Позе, М. фон Арденне, М. Штеенбек, П. Тиссен, В. Шютце, Х. Барвих, Н. Риль и другие.
Большая их часть была отправлена в Сухуми на объекты НКВД «А» и «Г», где для них были созданы все условия для эффективного проведения научных исследований в области разделения изотопов урана. Впоследствии там был организован Сухумский физтех.
X. Позе возглавил  в Обнинске на объекте НКВД «В», ныне Физико-энергетический институт имени А. И. Лейпунского, отдел занимающийся разработкой ядерных реакторов и общей теорией ядерных процессов.
Одним из руководителей строительства объекта «В» был Иосиф Титович Табулевич, ранее руководивший получением репараций с Германии в период с 1945 по 1948 годы..
Р. Доппель и М. Фольмер трудились в «Плутониевом институте» (НИИ-9, ныне ВНИИ неорганических материалов имени А. А. Бочвара). Р. Доппель создал аппаратуру для измерений кинетики процессов протекающих в ядерных реакторах и ядерных взрывов, а М. Фольмер проектировал завод по производству тяжёлой воды.
Ряд немецких физиков Ханс-Йоахим Борн, Александр Катш, Вилли Ланге, Н. Риль и Карл Циммер внесли также весомый вклад в области радиационной химии и радиобиологии на объекте НКВД «Б» санатория «Сунгуль», впоследствии Снежинск. 
После успешного испытания взрыва первой советской атомной бомбы 29 августа 1949 г. многие учёные-атомщики из Германии получили высшие советские правительственные награды.
Наибольший вклад внёс Н. Риль, под его руководством на заводе в г. Электросталь, ныне ОАО «Машиностроительный завод» (ОАО «МСЗ», «Элемаш»), были отработаны промышленные химические технологии получения чистого урана. Он получил звание Героя Социалистического Труда.
Другие немецкие специалисты были награждены орденами и Сталинскими премиями. 
После первого испытания взрыва атомной бомбы многие из них были фактически отстранены от дальнейших «секретных» исследований, несколько лет ещё они находились в СССР на «карантине», а в 1950-х годах вернулись в Германию.
Трое из них М. Штеенбек, П. Тиссен, Г. Герц стали впоследствии иностранными членами Академии Наук СССР.

### Ракетостроение
- Ракета ФАУ-2 — Институт «Рабе» (Raketen Bau)1945—1946, институт «Нордхаузен» (1946—1947), все имеющиеся/оставшиеся на апрель 1945 года в советской зоне оккупации Германии (в Тюрингии) ракеты ФАУ-2, оборудование, стартовым сооружения, документация, а также рабочие, техники, специалисты и ученые были  собраны в вышеупомянутые институты , а затем вывезены 26 октября 1946 г.в «рамках» операции НКВД «Осоавиахим» в СССР в  Подлипки (Подмосковье), где был организован институт по ракетостроению НИИ-88, из которого вышли НПО «Энергия», КБХМ и ряд других организаций ракетно-космической отрасли, сейчас это головной институт Роскосмоса «ЦНИИ машиностроения».

В мае 1946 года в СССР прибыло более 150 немецких специалистов по ракетной технике, вместе с семьями около 500 человек. Среди них насчитывалось 13 профессоров, 32 доктора-инженера, более ста дипломированных инженеров. Среди них: В. Вольф — баллистик, руководитель группы с немецкой стороны, Пейзе — специалист по термодинамике, Ф. Ланге — специалист по радиолокации, В. Альбринг — специалист по аэродинамике, ученик Л. Прандтля, К. Магнус — физик и теоретик- специалист по гироскопам, Г. Хох - теоретик и специалист по автоматическому управлению, Блазиг — специалист по рулевым машинкам, Г. Греттруп — крупный специалист по системам управления и электронике. Вначале немецкие специалисты были направлены на работу в советские ракетные институты в Химках, Монино и Подлипках. Впоследствии их всех собрали в одном месте в городок на острове Городомля (о. Селигер). Первая партия из 234 немецких специалистов прибыла туда 22 мая 1947 года, в мае 1948 года там собрали всех немцев по ракетной технике. Организация немецких специалистов, размещённая на острове Городомля, получила статус филиала № 1 НИИ-88.
Главная их задача была полная «реконструкция» ракеты ФАУ-2, общее научно-техническим руководство над ними осуществлял  С. П. Королев. В октябре 1947г. четверо из них: Г. Греттруп,  В. Вольф,  Г. Xox,  К. Магнус принимали непосредственное участие в первом запуске восстановленной ракеты ФАУ-2 на полигоне Капустин Яр.
Дорога в космос была открыта.

### Авиация
В Куйбышеве (сейчас — Самара) на Опытном заводе № 2 (сейчас Самарский научно-технический комплекс имени Н. Д. Кузнецова) в посёлке Управленческом c 1946 г. в течение 7 лет жили и работали около 770 немецких специалистов по авиамоторостроению фирм «Junkers» и «BMW»  и немецкой фирмы  Аскания. Научное руководство осуществлял «трофейный» немецкий конструктор двигателей  Фердинанд Бранднер (Brandner, Ferdinand).
Они за 7 лет работы создали в том числе прототип двигателя, который после доработки получил название НК-12 и использовался для стратегического бомбардировщика Ту-95.
В Подберезье, Иваньково сейчас (Дубна) были собраны немецкие специалисты порядка 500 человек фирмы Junkers, Siebel и др.  по конструированию самолетов и крылатых ракет. Возглавлял работы авиаконструктор Брунольф Бааде. В СССР под руководством Бааде были восстановлены чертежи одного из вариантов Ju 287, которому было присвоено наименование EF-131, и было создано его дальнейшее развитие, фронтовой бомбардировщик EF-140,  а также осуществлён ряд новых разработок, например, стратегический бомбардировщик EF-132 и фронтовой бомбардировщик РБ-2. Вершиной совместного творчества советских и немецких инженеров стал опытный бомбардировщик «150», совершивший первый полет в 1951 году, но так и не пошедший в серию. Внедрённые на «150» новации впоследствии нашли своё место в иных советских образцах авиатехники.
На основе захваченных чертежей и трофейных экземпляров серийного немецкого реактивного истребителя Ме-262, в конструкторском бюро Павла Сухого в 1946 году была сделана абсолютная копия реактивного мессершмитта — советский реактивный аналог, самолёт Су-9, а годом позже появилась его чуть более усовершенствованная версия, самолёт Су-11. В единственных построенных опытных экземплярах этих машин были установлены трофейные немецкие двигатели Jumo-004B, проект позднее предусматривал их советскую копию РД-10. В 1947 году на основе Ме-262 в ОКБ Горьковского авиазавода № 21 (ОКБ 21) авиаконструктором С. М. Алексеевым были также разработаны его советские опытные копии — самолёты И-211 и И-215.

### Радиолокация
В КБ-1, сейчас Головное системное конструкторское бюро Концерна ПВО "Алмаз-Антей трудились немецкие специалисты по радиолокации в период 1945—1953 годов. Идея использования зенитных управляемых ракет возникла в Германии в конце Второй мировой войны, искались методы защиты от бомбёжек авиации, тогда появились первые стрельбовые комплексы с локационным наблюдением и ручным управлением ракетами. Л. Берия перевёз вначале в ОКБ N3 МАП, а затем и в  КБ-1 всю немецкую фирму «Аскания», разрабатывавшую во время войны системы управления для немецких ракет Фау-1 и Фау-2.

### Стрелковое оружие
Знаменитый немецкий конструктор стрелкового оружия Хуго Шмайссер, создатель автомата StG-44 и ряда других образцов вооружения, в принудительном порядке был вывезен в СССР в октябре 1945 года. Шмайссер с большой группой других немецких конструкторов был отправлен в Ижевск (один из центров советской оружейной индустрии) в конце октября 1945 года. Группа работала в оружейном КБ завода «Ижмаш». Кроме Шмайссера, в СССР были привезены такие известные немецкие оружейники, как Виктор Барнитцке (нем. Viktor Barnitzke, главный конструктор оружейной фирмы Густлофф-Верке), Оскар Шинк (нем. Oscar Schink, заместитель Барнитцке в фирме «Густлофф-Верке»), Вернер Грюнер (нем. Werner Grüner, специалист по обработке листового металла фирмы «Metall- und Lackwarenfabrik Johannes Großfuß», известный как один из основных разработчиков массового производства пулемётов MG 42) и многие другие.

### Химическое оружие
- Табун (вещество)
- Зарин
- Зоман

Зарин был открыт в 1939 г. в Германии , промышленная установка по его выпуску начала действовать в Дюрнфурте на Одере (Бег-Дольны (пол. Brzeg Dolny, нем. Dyhernfurth, Дюрнфурт) в 1944 г. В СССР промышленное производство зарина  было налажено в Сталинграде (Волгограде) лишь в 1959 г., хотя в начале 1945 г.вся немецкая зариновая техника была захвачена в целости и сохранности и перевезена в Сталинград.
Зоман был открыт в 1944 г. в Германии, и к концу войны там было уже наработано 20 тонн этого ФОВ. 
Промышленное производство зомана в СССР, несмотря на захваченные в Германии трофеи было налажено в Волгограде лишь после 1967 г.

## Репатриация
Постановлением Совета министров СССР № 1653-726сс от 27 июля 1946 года «Об отправке в Германию нетрудоспособных интернированных немцев» МВД СССР давалось разрешение на отправку на родину до 21 тыс. чел. из их числа. По постановлению СМ СССР № 1492-572сс от 6 августа 1949 года «О репатриации в 1949 году интернированных немцев и лиц других национальностей» большая часть оставшихся в СССР интернированных немцев была репатриирована. На 15 июля 1950 года в СССР удерживалось 1385 человек. Они были либо осуждены советскими судами, либо удерживались в связи с «осведомленностью об объектах государственной важности». Все они были репатриированы до конца 1956 года.

## Число жертв
Принято считать, что в общей сложности в СССР умерло около 66,5 тыс. депортированных немецких гражданских лиц.

## В культуре
Депортация этнических немцев из Румынии на принудительную работу в СССР является сюжетом романа «Качели дыхания» (Atemschaukel, другое русское название — «Вдох-выдох») писательницы Герты Мюллер, мать которой также была депортирована. Прототипом героя романа является румынский немецкоязычный поэт Оскар Пастиор
Герои романа «Немцы» советской писательницы Ирины Велембовской — депортированные в СССР немцы из Румынии, с которыми сама писательница работала на лесоповале с 1944 по 1946 гг.